# 우메야시키역 (나라현)
우메야시키역(일본어: 梅屋敷駅)은 일본 나라현 이코마시에 위치한 긴키 닛폰 철도 이코마강삭 선의 철도역이다. 역 번호는 Y 19이며, 단선 승강장 1면 1선의 구조를 갖춘 지상역이다.

## 역사
- 1929년 3월 27일 : 오사카 전기 궤도의 역으로서 개업.
- 1944년 2월 11일 : 산조 선 운행 휴업.
- 1945년 8월 1일 : 산조 선 운행 재개.
- 2010년 8월 : 승강장 상부 철거 및, 역사 공사 완료.

## 인접 역
| 긴키 닛폰 철도 이코마강삭 선 | 긴키 닛폰 철도 이코마강삭 선 | 긴키 닛폰 철도 이코마강삭 선     |
| ---------------------------- | ---------------------------- | -------------------------------- |
| Y18 호잔지 도리이마에 방면   | Y 이코마강삭 선              | 가스미가오카 Y20 이코마산조 방면 |